# Срђан Вулетић
Срђан Вулетић (Бијељина, 1971) босанскохерцеговачки је режисер, сценариста и универзитетски професор.

## Биографија
Школу је похађао у Сарајеву. Са осамнаест година уписао је Академију сценских умјетности у Сарајеву, одс. режије, где је режирао три представе: Пиранделов Голи живот, Јонескоов Вођа и Бухнеров Војчек, као и низ студентских филмова и вежби.
Рат у Босни и Херцеговини 1992-1995 прекинуо је његову монтажу документарног филма Православна црква. У рату се придружио болничкој екипи као медицински техничар, искуство које је касније инспирисало његов филм I Burnt Legs. Такође, током рата продуцирао је документарни филм о осам сарајевских умјетника и изложби коју су они одржали у том периоду, а која је касније постала званична босанска пријава на 45. Венецијанско бијенале.
Вулетић је 1999. године режирао награђивани филм „Hop, skip and jump” (Троскок) и свој први дугометражни филм „Љето у Златној долини” 2003. године.
Предаје режију на Акедемији сценских умјетности у Сарајеву.

## Филмографија
- 2025 - Видра (филм) - сценарио и режија
- 2024 - GYM - сценарио и режија
- 2023 - Тендер (серија) - креатор серије
- 2021 - БАТО - Дугометражни документарни филм - (продуцент)
- 2018 - КРОЗ НАШЕ ОЧИ - Дугометражни документарни филм - (продуцент)
- 2017 - НЕВИДЉИВИ - Кратки играни филм - (сценарио)
- 2013 - АПОЛЛО: ПРВО РАТНО КИНО - Кратки документарни филм - (директор фотографије)
- 2010 - ИДИЛИЧАН ДАН У ПРОВИНЦИЈИ - Кратки играни филм - (сценарио)
- 2007 - ТЕШКО КО ЈЕ БИТИ ФИН - Дугометражни играни филм - (режија, сценарио)
- 2005 - ПРВА ПЛАТА - Кратки играни филм - (продуцент), РАМ ЗА СЛИКУ МОЈЕ ДОМОВИНЕ - Кратки играни филм - (продуцент)
- 2003 - ЉЕТО У ЗЛАТНОЈ ДОЛИНИ - Дугометражни играни филм - (режија, сценарио), 42 1/2 - Кратки играни филм - (продуцент)
- 2002 - 10 МИНУТА - Кратки играни филм - (сценарио)
- 2000 - ТРОСКОК - Кратки играни филм - (режија, сценарио)
- 1998 - КАКО ЈЕ ПУКАО ПЈЕР ЖАЛИЦА - Кратки играни филм - (режија, сценарио), ПУТ НА МЈЕСЕЦ - Кратки играни филм - (режија, сценарио)
- 1995 - СТРУЈА - Кратки документарни филм - (режија, сценарио)
- 1994 - ПРВО РАТНО КИНО - Кратки документарни филм - (режија, сценарио)
- 1993 - ОСМИ МАРТ - Кратки документарни филм - (режија, сценарио), ПАЛИО САМ НОГЕ - Кратки документарни филм - (режија, сценарио), WХЕН СОМЕТХИНГ ТЕРРИБЛЕ ХАППЕНС ПЕОПЛЕ ДОН'Т WАКЕ УП - Кратки документарни филм - (режија, сценарио)